# 景栋镇区
景栋镇区是缅甸掸邦景栋县下辖的一个镇区，治所位于景栋。